# Dicranum berteroanum
Dicranum berteroanum là một loài rêu trong họ Dicranaceae. Loài này được Brid. mô tả khoa học đầu tiên năm 1826.